# Поздняков, Михаил Иванович
Михаил Иванович Поздняков (род. 7 октября 1947 года, Еловка, Викуловский район, Тюменская область, РСФСР, СССР) — российский военнослужащий, полковник (1983), заслуженный лётчик-испытатель СССР (18.08.1989), Герой Российской Федерации (16.12.1997).

## Биография
Родился 7 октября 1947 года в деревне Еловка Тюменской области. В 1965 году окончил школу.
В 1965 году начал службу в Советской армии. В 1969 году окончил Оренбургское высшее военное авиационное училище лётчиков. В 1969—1974 годах был лётчиком-инструктором Челябинского высшего военного авиационного училища штурманов.
В 1975 году окончил Центр подготовки лётчиков-испытателей в Ахтубинске. В 1979 году окончил Московский авиационный институт. В 1975—1998 годах лётчик-испытатель ГК НИИ ВВС (СЛИ БА). В 1988—1989 годах работал старшим инспектором ГК НИИ ВВС. В 1989—1992 годах был начальником Центра подготовки лётчиков-испытателей. В 1994—1998 годах — начальник СЛИ БА. Участвовал в испытаниях самолётов Ту-160, Су-24, Ту-22М3, Ту-95МС, Ту-142, А-50.
1 декабря 1980 года при испытаниях Ту-22М3 самолёт свалился в штопор. Командир экипажа М. И. Поздняков принял решение катапультироваться с высоты 800 метров. Земля после дождя и сильного мороза превратилась в ледяной каток. Члены экипажа отделались лёгкими ушибами, однако радист получил тяжёлую травму.
В 1984 году при испытаниях А-50 в непосредственной близости машины от земли отказала система управления. Но благодаря профессионализму, мужеству и хладнокровию М. И. Позднякова катастрофа была предотвращена.
Установил 31 авиационный мировой рекорд (вторым пилотом) на самолётах Ту-95МС и Ту-160. Налетал более 6000 часов, в том числе испытательный налёт — около 3000 часов.
Указом Президента Российской Федерации от 16 декабря 1997 года за мужество и героизм при испытании новой авиационной техники полковнику Позднякову Михаилу Ивановичу присвоено звание Героя Российской Федерации.
В 1998 году был уволен в запас. До 2001 года работал ведущим инженером в ГЛИЦ имени В. П. Чкалова. Затем переехал в Волгоград. Работает в отделе по чрезвычайным ситуациям и взаимодействию с воинскими частями аппарата главы областной администрации.

## Награды и звания
- Орден Красной Звезды (27.12.1982);
- Заслуженный лётчик-испытатель СССР (18.08.1989);
- Герой Российской Федерации (16.12.1997);
- медали.